# 亞米尼亞街
亞米尼亞街（英語：Armenian Street）是位於新加坡中區博物館規劃區的一條街道。這條街路程不長，起點為哥里门街，終點則是史丹福路與滑鐵盧街的交界處。亞米尼亞街上有數個地標，包括電力站以及舊道南學校（現為土生文化馆，隸屬於亞洲文明博物館）。該博物館於2008年正式開幕。